# Parque nacional Hohe Tauern
El Parque nacional Hohe Tauern es el mayor parque nacional de Austria. Abarca amplias partes de los Alpes Centrales cadena principal de los Alpes Orientales de Austria en el área del Hohe Tauern entre las fuentes del Isel, el Möll, el Mura y el Salzach y se extiende unos 100 km del Este al Oeste además de unos 40 km del Norte al Sur. Tiene una superficie de unos 1.800 km² con partes en los estados federados austriacos de Salzburgo, el Tirol y Carintia.
- Datos: Q696014
- Multimedia: Nationalpark Hohe Tauern / Q696014